# La Nuit du loup-garou
Pour plus de détails, voir Fiche technique et Distribution.
La Nuit du loup-garou (The Curse of the Werewolf) est un film réalisé par Terence Fisher en 1961. Il s'agit du seul film de loup-garou produit par la Hammer Film Productions, spécialisée dans les films d'horreur.

## Synopsis
En Espagne, au XVIIIe siècle, le cruel marquis Siniestro humilie un mendiant pendant son repas de noces et le fait jeter au cachot. Il y est rejoint des années plus tard par une servante sourde-muette, qui a eu le tort de repousser les avances du marquis. Rendu fou par la captivité, l'homme se jette sur la malheureuse et la viole. La jeune infirme parvient un jour à s'enfuir et meurt en donnant le jour à un fils, Leon, qui est adopté par un vieux professeur, Alfredo Carido. Mais en grandissant, l'enfant se transforme en loup-garou quand vient la pleine lune et égorge des brebis pour boire leur sang

## Fiche technique
- Titre : La Nuit du loup-garou
- Titre original : The Curse of the Werewolf
- Réalisation : Terence Fisher
- Scénario : Anthony Hinds, d'après le roman Le Loup-garou de Paris de Guy Endore
- Musique : Benjamin Frankel
- Genre : Fantastique
- Durée : 81 minutes
- Version française : SOTEC
- Enregistrement au studio : ECLAIR à Épernay-sur-Seine
- Adaptation française : Maurice Griffe
- Affiche : Guy-Gérard Noël (France)

## Distribution
- Clifford Evans (en) (VF : Yves Furet) : don Alfredo Carido
- Oliver Reed  (V.F : Roland Menard) : Leon
- Yvonne Romain : la servante
- Catherine Feller (V.F : Monique Morisi) : Christina
- Anthony Dawson (V.F : Roger Rudel) : le marquis Siniestro
- Josephine Llewellyn  (V.F : Michèle Bardollet) : la marquise
- Richard Wordsworth  (V.F : Pierre Louis) : le mendiant
- Hira Talfrey  (V.F : Thérèse Rigaud) : Teresa
- Justin Walters  (V.F : Charles Boda) : Leon enfant
- John Gabriel  (V.F : Michel Gudin) : le curé
- Warren Mitchell  (V.F : Jean-François Laley) : Pepe Valiente, le gardien
- Desmond Llewelyn : Un domestique
- Anne Blake  (V.F : Danielle Roy) : Rosa Valiente
- George Woodbridge (V.F : Philippe Nyst) : Dominique
- Michael Ripper : le compagnon de cellule de Leon
- Francis De Wolff (non crédité) : le client barbu